# Freedom (canción de Nicki Minaj)
«Freedom» es una canción interpretada por la rapera, compositora y cantante trinitense, Nicki Minaj para la Reedición del segundo álbum de Minaj, Pink Friday: Roman Reloaded subtitulada The Re-Up. La canción fue escrita por Nicki Minaj, Matthew Samuels y Matther Burnnet. La producción estuvo a cargo de Samuels (bajo el nombre Boi-1da) y Burnnet. La canción fue lanzada el 2 de noviembre de 2012 por Cash Money Records para descarga digital en Estados Unidos y Canadá, y en otras ciudades el 6 de noviembre de 2012. La canción fue puesta en servicio de las radios urbanas de Estados Unidos el 27 de noviembre y al día siguiente en las radios del Reino Unido. «Freedom» es un downtempo de Hip hop y R&B, acompañado de riffs ambient, sintetizadores inspirados en pop y coros soft rock.
Para promover la canción, fue lanzado un vídeo musical el 15 de noviembre de 2012. El clip estaba en su mayoría compuesta por imágenes blanco y negro, que incluía a Minaj en una variedad de escenas como en un desierto con un enorme bote, vestida como una reina en su trono, así como distintas escenas de naturaleza. La canción alcanzó la posición 17 en el UK R&B Chart, 23 en el Rap Songs y la 31 en el Hot R&B/Hip-Hop Song. «Freedom» fue interpretado en vivo durante distintos eventos, incluyendo el más notable siendo en los American Music Awards de 2012.

## Antecedentes y desarrollo
En septiembre de 2012, Minaj anunció una reedición de Pink Friday: Roman Reloaded subtitulado The Re-Up, que contendría un disco adicional con ocho nuevas canciones recientemente grabadas, y un DVD exclusivo de detrás de escenas estilo documental. Minaj comentó en los MTV Video Music Awards de 2012, "Estoy colocando un montón de canciones nuevas y de hecho voy a lanzar mi nuevo sencillo la otra semana. Barbz, van a quedas espasticos. Van a amarlo ¡Se volverán locos!" El 29 de septiembre de 2012, Minaj comentó en su cuenta de Twitter que había terminado de grabar una de las canciones favoritas de The Re-Up. Al día siguiente, un fan preguntó si podía dar las iniciales de la canción a lo que Minaj respondió "F". La producción del proyecto fue un enfoque principal del especial de tres partes de Minaj en E! Nicki Minaj: My Truth, que salió al aire en noviembre del 2012. Durante su aparición en On Air with Ryan Seacrest, Minaj coment que "Me siento como si la música fuera una representación tan buena de mí, donde ahora soy como una artista en mi carrera. Mientras la gente pueda oír la música, estoy bien".

## Música y composición
Musicalmente, «Freedom» es una canción de hip hop y R&B que se asimila al estilo de Minaj en canciones escuchadas de su álbum debut, Pink Friday. La instrumentación en «Freedom» es una mezcla de riffs ambient, sintetizadores inspirados en música pop, coros soft rock, así como un ritmo de R&B, creando un sonido además descrito como "sónica" y "brezzy".  Líricamente, Minaj sigue siendo polémica aunque reflexivo, hablando de su vida en el centro de atención y ascenso a la fama. En las líricas, Minaj indica cómo otros raperos "en la competencia" nunca le dan las gracias por abrirles las puertas (raperos, principalmente mujeres) así como también indica la forma en que nisiquiera dan las gracias a su creador Jesucristo por ayudarles a llegar lejos y morir en la cruz, diciendo: "Nunca voy a darme las gracias por abrir las puertas / Pero ni siquiera las gracias a Jesús cuando murió en la cruz / Porque tu espíritu es ingrato, perras es tan odioso, sigo siendo un alimento básico".

## Comentarios de la crítica
Perez Hilton describió la canción como "bonita" y "parecía una secuela de Moment 4 Life". Charley Rogulewski de Vibe dijo "La antigua Nicki Minaj está de vuelta en su última canción "Freedom"", mientras va a las notas de sus canciones "de ensueño" y comparándola con «Right Thru Me», «Your Love» y «Save Me» de su álbum debut. Kyle Anderson de Entertainment Weekly llamó la canción "en medio de la carretera del R&B" y criticó a Minaj por elegir hacer música que atraiga a la radio pop, en lugar de ser única. Josiah Hughes de Exclaim! era crítico de la canción, diciendo que era:  "por-los-libros Nicki, como ella entrega Raps venenosas en los versos antes de dar la dulce melodía en los coros".

## Vídeo musical

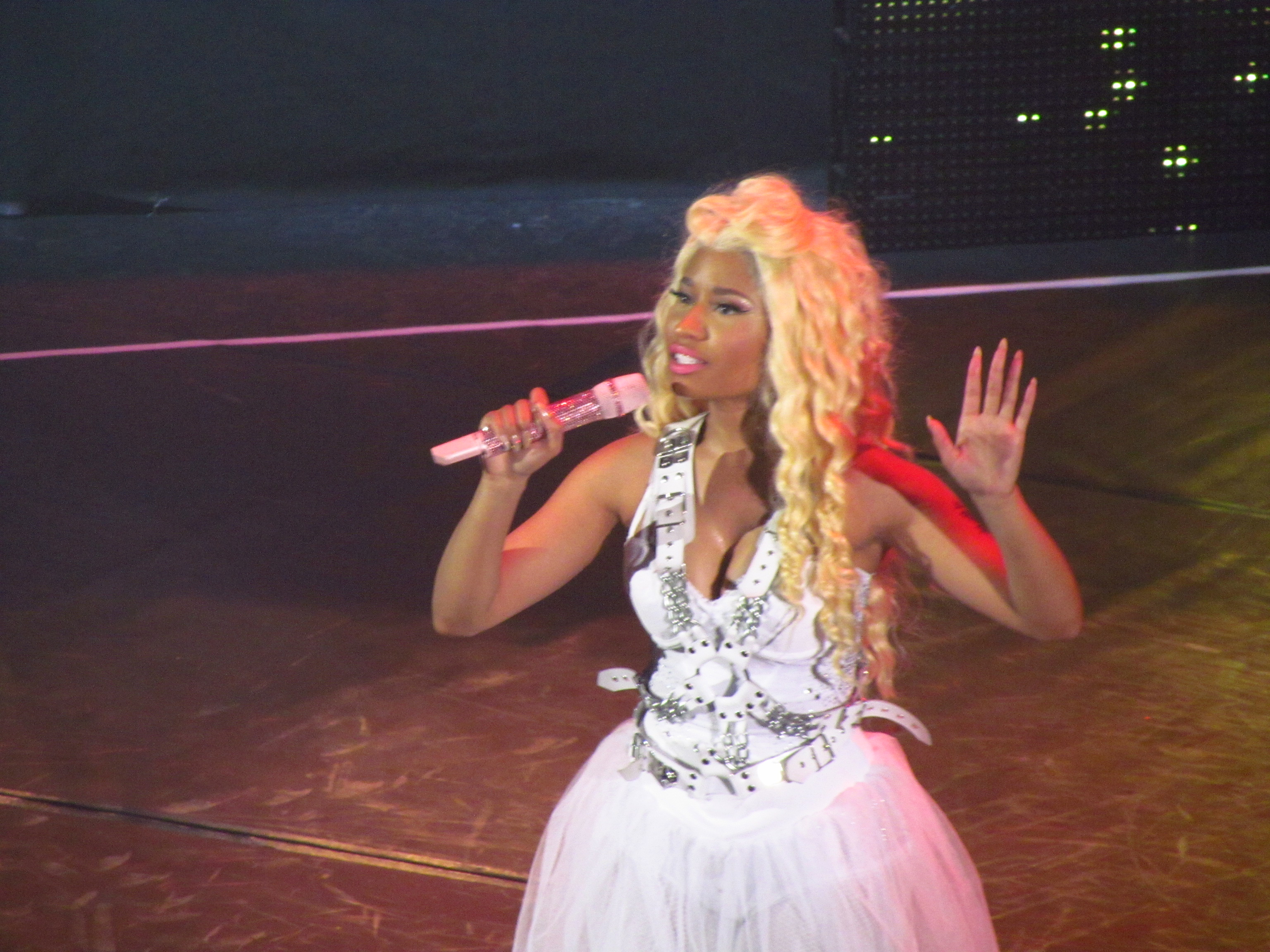
Minaj durante el Hammersmith Apollo.

### Antecedentes
El vídeo fue filmado a blanco y negro en Cabo Dungeness, Kent, Reino Unido durante los primeros días de noviembre de 2012 y fue dirigido por Colin Tilley. Minaj comentó que se trataba de un vídeo "significativo". El 13 de noviembre de 2012 fue publicado un detrás de cámaras del rodaje, el 15 de noviembre del mismo año fue lanzado un vídeo de la letra. El vídeo fue estrenado oficialmente en 106 & Park el 19 de noviembre de 2012.

### Sinopsis
El vídeo fue filmado en blanco y negro, comienza con una escalera situada en un brumoso ambiente que conduce al cielo. Entonces los ángulos de diferentes paisajes se muestran como una zona desierta con un barco próximo a ferrocarril que se asemeja el Arca de Noé, y una Santa Cruz con una llave sobre él. Se muestra a Minaj desapareciendo en medio de las nubes, después, comienza su primer verso mientras usa una corona de espinas y un traje negro. Minaj tiene varios cambios de vestuario en el vídeo. Minaj se ve entonces vestida de reina, en un balcón con un candelabro en espiral detrás de ella. Se muestran varios clips de naturaleza como olas, los pájaros y la hierba. Minaj se ve entonces a cantar el estribillo con una peluca rubia, en un espacio enorme, con un montón de niebla. En su segundo verso, Minaj se encuentra sentada en un trono con una peluca negro similar a la de ella llevaba en su vídeo anterior «I Am Your Leader». El vídeo sigue y muestra clips al azar de la naturaleza y de Minaj para luego transformarse en vídeo de color. Hacia el final,  Minaj se ve con una cara perdida, caminando en el desierto. Se cierra con la escalera, vista en el inicio del vídeo.

### Comentarios de la crítica
Tomas Eames de Digital Spy felicitó el vídeo por las "glamurosas" tomas de Minaj, un sentimiento resonado por Liza Darwin de MTV News, quien dijo:  "ya sabemos que Nicki tiene su belleza y juego de moda en la cerradura de estos días, pero para su nuevo vídeo la cantante zanja los bustiers, yutus, y conjuntos de inspiración Zenon para un atenuado (para ella, al menos) armario de vestidos brillantes, pieles decadentes y más de una corona. Después de todo, si hay alguien apto para ser la abeja reina, es esta dama".

## Interpretaciones en directo
Minaj presentó por primera vez «Freedom» en los American Music Awards 2012 el 18 de noviembre de 2012. Para la actuación, Minaj llevó un abrigo de piel blanca y botas, y al final de la presentación se unió a ella un coro. «Freedom» también fue interpretado en el programa The Ellen DeGeneres Show el 15 de enero de 2013 donde cantó con un vestido rojo delgado, rodeado de niebla y candelabros. El 25 de enero de 2013, Minaj interpretó el sencillo junto a «Va Va Voom» en el espectáculo Jimmy Kimmel Live!. Minaj agregó «Freedom» a su lista de canciones para su espectáculo en el Philly 4th Of July Jam y en algunos espectáculos del Pink Friday: Reloaded Tour.

## Lista de canciones
- Descarga digital — versión explícita

| N.º | Título    | Duración |  |
| 1.  | «Freedom» | 4:47     |  |

- Descarga digital — versión censurada

| N.º | Título    | Duración |  |
| 1.  | «Freedom» | 4:47     |  |

- Sencillo en CD — versión EUA

| N.º | Título                        | Duración |  |
| 1.  | «Freedom» (Versión explícita) | 4:47     |  |
| 2.  | «Freedom» (Versión censurada) | 4:47     |  |

## Posicionamiento en listas

### Semanales
| País           | Lista                                    | Mejor posición |      |
| 2012           | 2012                                     | 2012           | 2012 |
| -------------- | ---------------------------------------- | -------------- | ---- |
| Estados Unidos | Billboard Bubbling Under Hot 100 Singles | 4              |      |
| Estados Unidos | Hot R&B/Hip-Hop Songs                    | 31             |      |
| Estados Unidos | Hot Rap Songs                            | 23             |      |
| Reino Unido    | UK Singles Chart                         | 107            |      |
| Reino Unido    | UK R&B Singles Chart                     | 5              |      |
| Reino Unido    | MTV Urban Chart Top 20                   | 6              |      |

## Premios y nominaciones
| Año  | Premiación  | Categoría                 | Resultado |
| ---- | ----------- | ------------------------- | --------- |
| 2013 | MVPA Awards | Mejor dirección artística | Nominado  |

## Créditos y personal
Lugares de grabación
- Grabación en Studio Malibu, Malibu
- Mezclado en Studio Malibu, Malibu
- Masterizado en Chris Athens Masters, Austin

Personal
| - Onika Maraj – Intérprete, compositor (a) - Matthew Samuels – Productor, compositor, mezcla - Matthew Burnett – Coproductor, compositor - Ariel Chobaz – Grabador, mezcla | - Chris Athens – Masterización - LeKeisha Renee Lewis – Voz de fondo - Candice Marie Wakefield – Voz de fondo |

 Créditos adaptados por las líneas de Pink Friday: Roman Reloaded – The Re-Up

## Historial de lanzamiento
| País           | Fecha                   | Formato (s)      |
| -------------- | ----------------------- | ---------------- |
| Estados Unidos | 2 de noviembre de 2012  | descarga digital |
| Canadá         | 2 de noviembre de 2012  | descarga digital |
| Reino Unido    | 4 de noviembre de 2012  | descarga digital |
| Australia      | 4 de noviembre de 2012  | descarga digital |
| Bulgaria       | 4 de noviembre de 2012  | descarga digital |
| Nueva Zelanda  | 4 de noviembre de 2012  | descarga digital |
| Estados Unidos | 27 de noviembre de 2012 | Radio Urban      |
| Reino Unido    | 28 de noviembre de 2012 | Radio Mainstream |